# Brachystelma richardsii
Brachystelma richardsii là một loài thực vật có hoa trong họ La bố ma. Loài này được Peckover mô tả khoa học đầu tiên năm 1996.